# Archibald Campbell
O General Sir Archibald Campbell (GCB) (Glen Lyon, Perth (Escócia), 12 de Março de 1769 — Edinburgo, 6 de Outubro de 1843), 1.º Baronete Campbell de New Brunswick, foi um militar britânico que atingiu o posto de general e desenvolveu uma longa carreira que inclui uma participação relevante na Guerra Peninsular, na qual comandou unidades do Exército Português. Entre 1824 e 1826 comandou as forças britânicas na Primeira Guerra Anglo-Birmanesa, o conflito armado mais longo e mais caro de toda a história da Índia Britânica, mas que permitiu aos britânicos conquistar o controlo de Assam, Manipur, Cachar, Jaintia, Arakan (Rakhine) e Tenasserim. No período de 1831 a 1837, terminou a sua carreira como administrador da colónia de New Brunswick, hoje a Província de New Brunswick, no Canadá.

## Biografia
Sir Archibald Campbel nasceu em Glen Lyon, Escócia, filho de Margaret e Archibald Campbell, um tenente no Exército Britânico.
Destinado a seguir a carreira paterna, quando tinha 18 anos de idade, em 1787, alistou-se no Exército como alferes no 77th Regiment of Foot (77.º Regimento de Infantaria de East Middlesex). No ano seguinte partiu com o seu Regimento para a Índia, onde tomou parte na campanha contra as forças de Tipu Sultan durante o ano de 1790. Em 1791 foi promovido a tenente. Serviu na campanha que tomou Mysore e no primeiro assédio a Seringapatam.
Em 1795, o seu Regimento foi enviado para expulsar a guarnição neerlandesa de Cochim, na costa de Malabar. Em 1799 tomou parte na conquista pelos britânicos da ilha de Ceilão e consequente expulsão dos neerlandeses.
Em 1799 adquiriu o posto de capitão no 67.º Regimento de Infantaria, mas conseguiu uma permuta com igual posto no Royal Highland Volunteers (88.º Regimento) com o objectivo de continuar o seu serviço fora da Grã-Bretanha. Contudo, problemas de saúde obrigaram-no a regressar a casa em 1801. Foi então nomeado major 6.º Batalhão de Reserva, estacionado em Guernsey.
Com o desencadear das hostilidades que levariam à Guerra Peninsular, em 1805 transferiu-se para o 1.º Batalhão, então de partida para Portugal. Desencadeada a invasão francesa de Portugal, combateu na Batalha da Roliça, na Batalha do Vimeiro e na Batalha da Corunha. Em 1809 foi promovido a tenente-coronel e foi ajudante do general William Carr Beresford na reorganização do Exército Português. Nessas funções foi promovido a coronel e depois a brigadeiro. Participou na maior parte das acções de combate da Guerra Peninsular, tendo combatido em múltiplos teatros de operações na Península Ibérica.
Em 1813 Campbell foi nomeado major-general do Exército Português e em 1816 foi encarregue do comando da Região Militar de Lisboa. Em 1820, na sequência da Revolução Liberal do Porto, viu-se obrigado a regressar ao serviço do Exército Britânico, sendo então nomeado coronel do 38th Regiment of Foot, sucedendo no cargo ao marechal-de-campo Sir John Forster FitzGerald, GCB, partindo pouco depois para a Índia. Pelos seus serviços em Portugal, Campbell foi condecorado com a Cruz de Ouro do Exército (Army Gold Cross), com as barras comemorativas das batalhas de Albuera, de Vitória, dos Pirenéus, do Nivelle e do Nive.
Na Índia o general Campbell recebeu o comando da expedição encarregue de submeter as forças birmanesas no dealbar da Primeira Guerra Anglo-Birmanesa. Em Maio de 1824, Campbell comandou uma força naval britânica de mais de 10 000 homens (5 000 soldados britânicos e mais de 5 000 cipaios indianos) num ataque a Yangon (Rangum), conseguindo a 11 de Maio de 1824 a ocupação da cidade quase sem resistência, já que os seus defensores a tinha evacuado. Após se ter fortificado no complexo do Pagode de Shwedagon, Campbell  lançou ataques sobre as linhas birmanesas e em Julho de 1824 já tinha forçado a retirada das forças birmanesas para Kamayut, mais de 7 km distante de Shwedagon, repelindo com sucesso os esforços birmaneses para reocupar a cidade que tiveram lugar no mês de Setembro imediato.
Em Dezembro de 1824, o general Campbell e os seus 10 000 homens derrotaram decisivamente os 30 000 militares das forças birmanesas lideradas pelo general Maha Bandula no recontro decisivo da Batalha de Yangon. Milhares de soldados birmaneses foram abatidos pelo fogo das armas britânicas, e em particular pela explosão de foguetes Congreve. Apenas 7 000 dos 30 000 birmaneses que entraram em batalha conseguiram sobreviver. A derrota na batalha de Yangon forçou as forças birmanesas a recuar para Danubyu no delta do Irrawaddy, uma base de retaguarda situada a cerca de 100 km de Yangon.
Em finais de Março de 1825, Campbell enviou uma força britânica de 4 000 homens, apoiada por uma flotilha de canhoneiras, com o objectivo de tomar Danubyu. O forte, defendido por 10 000 soldados birmaneses, caiu em poder dos britânicos depois do general Maha Bandula ter sido morto por uma granada de morteiro a 1 de Abril de 1825. Após a tomada de Danubyu, as forças britânicas tomaram Pyay (Prome), cidade que marca a fronteira tradicional entre a Alta e a Baixa Birmânia, prosseguindo até consolidar a ocupação da Baixa Birmânia durante a monção de 1825.
Em Novembro e Dezembro de 1825, as forças comandadas por Campbell, consistindo em 2 500 soldados britânicos e 1 500 cipaios indianos, repeliu com sucesso uma tentativa desesperada das forças birmanesas, lideradas pelo seu novo comandante-em-chefe general Maha Ne Myo, para reocupar Pyay.
Aproveitando a desorganização das forças birmanesas, Campbell marchou com as suas forças sobre o norte da Alta Birmânia e ocupou a antiga capital do país, a cidade de Pagan, em princípios de Fevereiro de 1826. Depois das forças de Campbell tomarem a aldeia de Yandabo, a cerca de 80 km da capital Ava (Innwa), a 16 de Fevereiro daquele ano, o governo birmanês foi forçado a aceitar as exigências britânicas "sem discussão". Como comandante-em-chefe das forças britânicas, o general Campbell foi o principal signatário, pelo lado britânico, do Tratado de Yandabo. Por aquele Tratado, os birmaneses foram forçados a ceder aos britânicos Assam, Manipur, Arakan e Tenasserim, a se absterem de qualquer interferência em Cachar e Jaintia e a pagar uma indemnização de 1 000 000 de libras esterlinas.
O Tratado de Yandabo pôs termo à mais longa e cara guerra que os britânicos travaram no subcontinente indiano. No conflito perderam a vida 15 000 soldados europeus e indianos, em conjunto com um número desconhecido, mas seguramente superior, de soldados birmaneses. A campanha custou aos britânicos 5 000 000 de libras esterlinas (cerca de 18.5 mil milhões de dólares norte-americanos a preços de 2006), o que causou uma séria crise financeira na Índia Britânica no ano de 1833.
Terminada a guerra, Campbell recebeu um público agradecimento do Parlamento britânico e do governo. A Companhia Britânica das Índias Orientais agraciou-o com uma medalha de ouro e uma pensão vitalícia de £ 1 000 per annum.
Em 1829 Campbell retornou à Grã-Bretanha e em 1831 foi nomeado governador de New Brunswick, cargo que exerceu durante seis anos, de 9 de Setembro de 1831 a 1 de Maio de 1837. Campbell estava preocupado com a segurança da colónia face á proximidade das forças norte-americanas: por essa razão iniciou a construção de uma estrada, conhecida até hoje por "Royal Road", ligando Fredericton a Grand Falls, por forma a permitir um rápido movimento de tropas em caso de uma invasão norte-americana.
Em 1839 foi nomeado comandante-em-chefe de Bombaim, mas não exerceu o cargo por muito tempo devido a problemas de saúde. Reformou-se e retirou-se para Edinburgo, cidade onde faleceu a 6 de Outubro de 1843.
Entre outras condecorações, recebeu as seguintes:
- 1813 Ordem da Torre e Espada, de Portugal, pelos seus serviços durante a Guerra Peninsular;
- 1814 Cavaleiro da Ordem do Banho
- 1815 Cavaleiro e grã-cruz da Ordem do Banho;
- 1831 Primeiro Baronete Campbell de New Brunswick.

## Casamento
Archibald Campbell casou com Helen MacDonald, de Garth (Escócia), Perthshire, com quem teve dois filhos e três filhas.